# Иван Радовановић
Иван Радовановић (Београд, 29. август 1988) је бивши српски фудбалер а садашњи фудбалски тренер.

## Каријера

### Клуб
Рођен је 29. августа 1988. године у Београду. Одрастао је у Обреновцу у којем је почео да игра фудбал већ са четири године. Први тренер му је био Миодраг Арсовић — Арса. Играо је на позицији дефанзивног везног играча, а по потреби и на месту штопера.
Са 12 година постао је члан београдског Партизана, где је прошао све млађе селекције, али за сениорски тим никада није дебитовао. Након сезоне у земунском Телеоптику, једну полусезону је провео и на позајмици у Смедереву где је одиграо 13 утакмица у Суперлиги Србије. У јануару 2008. године прешао је у италијанску Аталанту. Екипа из Бергама га је одмах проследила на позајмицу у друголигаша Пизу. Након повратка са позајмице, иако је Аталанта испала у Серију Б, у новој сезони тренер екипе Антонио Перкаси није рачунао превише на њега. Клуб га је позајмио прво Болоњи, а затим и Новари.
Од јула 2013. играо је за италијански Кјево. Одиграо је више од 180 званичних утакмица за Кјево током пет и по сезона проведених у клубу. Дана 31. јануара 2019. године Радовановић је потписао за Ђенову. Три године касније је прешао у Салернитану, са којом је потписао уговор до јуна 2023. године. Након 15 година у Италији, Радовановић се у јулу 2023. вратио у српски фудбал и потписао уговор са ФК Јединство Уб, чланом Прве лиге Србије. По окончању првог дела такмичарске 2023/24, Радовановић је завршио играчку каријеру и почео тренерску управо у Јединству где је постављен за шефа стручног штаба.

### Репрезентација
За А репрезентацију Србије дебитовао је 17. новембра 2010. у пријатељском сусрету против Бугарске (1:0) у Софији. Уписао је 10 наступа за најбољи тим Србије, без постигнутог гола.

## Статистика
Клуб
Ажурирано 15. 2. 2020.
| Клуб             | Сезона          | Лига    | Лига   | Куп     | Куп    | Континентално | Континентално | Укупно  | Укупно |
| Клуб             | Сезона          | Наступи | Голови | Наступи | Голови | Наступи       | Голови        | Наступи | Голови |
| ---------------- | --------------- | ------- | ------ | ------- | ------ | ------------- | ------------- | ------- | ------ |
| Партизан         | 2006–07         | 0       | 0      | 2       | 0      | 0             | 0             | 2       | 0      |
| Смедерево (поз.) | 2007–08         | 13      | 0      | 0       | 0      | —             | —             | 13      | 0      |
| Аталанта         | 2007–08         | 0       | 0      | 0       | 0      | —             | —             | 0       | 0      |
| Пиза (поз.)      | 2008–09         | 22      | 0      | 0       | 0      | —             | —             | 22      | 0      |
| Аталанта         | 2009–10         | 12      | 0      | 1       | 0      | —             | —             | 13      | 0      |
| Аталанта         | 2010–11         | 2       | 0      | 1       | 0      | —             | —             | 3       | 0      |
| Болоња (поз.)    | 2010–11         | 10      | 0      | 2       | 1      | —             | —             | 12      | 1      |
| Новара (поз.)    | 2011–12         | 28      | 1      | 2       | 1      | —             | —             | 30      | 2      |
| Аталанта         | 2012–13         | 16      | 0      | 1       | 0      | —             | —             | 17      | 0      |
| Аталанта         | Укупно          | 30      | 0      | 3       | 0      | —             | —             | 33      | 0      |
| Кјево            | 2013–14         | 33      | 0      | 2       | 1      | —             | —             | 35      | 1      |
| Кјево            | 2014–15         | 31      | 1      | 0       | 0      | —             | —             | 31      | 1      |
| Кјево            | 2015–16         | 26      | 0      | 1       | 0      | —             | —             | 27      | 0      |
| Кјево            | 2016–17         | 35      | 0      | 2       | 0      | —             | —             | 37      | 0      |
| Кјево            | 2017–18         | 35      | 1      | 1       | 0      | —             | —             | 36      | 1      |
| Кјево            | 2018–19         | 19      | 0      | 1       | 0      | —             | —             | 20      | 0      |
| Кјево            | Укупно          | 179     | 2      | 7       | 1      | —             | —             | 186     | 3      |
| Ђенова           | 2018–19         | 16      | 0      | 0       | 0      | —             | —             | 16      | 0      |
| Ђенова           | 2019–20         | 19      | 0      | 3       | 0      | —             | —             | 22      | 0      |
| Ђенова           | Укупно          | 35      | 0      | 3       | 0      | 0             | 0             | 38      | 0      |
| Каријера укупно  | Каријера укупно | 317     | 3      | 19      | 3      | 0             | 0             | 336     | 6      |

Репрезентација
| Тим    | Година | Наступи | Голови |
| ------ | ------ | ------- | ------ |
| Србија | 2010   | 1       | 0      |
| Србија | 2011   | 0       | 0      |
| Србија | 2012   | 3       | 0      |
| Србија | 2013   | 6       | 0      |
| Укупно | Укупно | 10      | 0      |